# Franc Trček (sociolog)
Franc Trček, slovenski sociolog in politik, * 3. januar 1969, Zilje. 
Slovenski javnosti je bolj znan kot aktivist protestnega gibanja v Mariboru in Sloveniji. Je nekdanji poslanec Državnega zbora Republike Slovenije.

## Življenje in delo
Trček je leta 1994 diplomiral na ljubljanski Fakulteti za družbene vede in prav tam 2001 tudi doktoriral z disertacijo Družbeno-prostorske implikacije interneta, za katero je prejel študentsko Prešernovo nagrado. Med letoma 2009 in 2011 je bil pa predstojnik Katedre za analitsko sociologijo. Živi v Mariboru, kjer deluje kot eden vidnejših aktivistov in udeležencev protestov. 

### Politika
Leta 2014 je bil izvoljen za poslanca v stranki Združena levica, ponovno pa tudi leta 2018. Po provokaciji Levičinega poslanca Primoža Siterja, ko je v Državni zbor prišel v majici z znakom skupine Bad Religion in je le-to stranka objavila na svojem Facebook profilu, je Trček zagrozil z odstopom, če v stranki prevladuje mnjenje, da je tovrstno početje »kul«.
V mandatu 2018–2022 je bil član naslednjih delovnih teles:
- Odbor za zdravstvo (kot predsednik)
- Odbor za gospodarstvo (kot član)
- Odbor za zadeve Evropske unije (kot član)
- Preiskovalna komisija o ugotavljanju odgovornosti nosilcev javnih funkcij na programu otroške kardiologije ter področju nabav in upravljanja z medicinsko opremo in zdravstvenim materialom (kot član)

Leta 2018 je bil ponovno izvoljen za poslanca na listi Levice. 
13. marca 2020 je izstopil iz stranke. Na dan, ko je prisegla 14. vlada, je zaradi nesoglasij v stranki glede njegove razprave ob obrazložitvi glasu izstopil iz stranke Levica in svoj izstop obrazložil z dolgim zapisom na družbenem omrežju Facebook. 23. marca 2020 se je pridružil poslanski skupini SD, kasneje pa še stranki.
Leta 2022 je sodeloval na državnozborskih in lokalnih volitvah (kandidiral je za Mariborski mestni svet kot 7. na listi), vendar v obeh primerih ni bil izvoljen.